# Хашалом
Хашалом (Мир) је био сефардски часопис који је излазио у Београду од 1903. до 1906. године. Број страница се разликовао од 8 до 24, а формат је био 15×23 центиметар.

## Историја и садржај
Уредник је био Исак Митрани, чланци су писани на јудео-шпанском раши словима, и у основи су доносили „националне вести, јеврејску историју, верско образовање, веома занимљиве приче“ (novedades nasyonales, istorya de los đudeos, sensya reližyoza, kuentos muy kuryozos), како је наведено на насловној страни. Часопис је био изразито ционистички оријентисан, позивао је на јеврејско јединство и стварање јеврејске државе . Вести су се обично тицале прогона Јевреја у Европи и позива за помоћ. Књижевни текстови су описивали теме из историје или истакнуте личности тог времена. Часопис није имао прецизан распоред издавања, већ је зависио од плаћања претплате. На пример, други број треће године изашао је почетком пролећа 1906, на Пурим, а трећи не пре почетка лета те године. На крају тог броја, редакција је написала извињење (Ескуза) у којем је замолила за разумевање због кашњења и обавестила публику да ће благовремено плаћање претплате омогућити двомесечно објављивање.
Иако је часопис штампан у Београду, уредништво се селило из једног града у други. То показује како државне границе нису представљале никакву препреку и да је циркулација Јевреја међу њиховим заједницама широм Балкана текла неометано. Уредник другог броја треће године био је Исак Митрани из Београда, док је уредник трећег броја исте године био његов рођак Барух Митрани из Софије.

## Донације
У једном од чланака, редакција потврђује пријем донација и апелује на читаоце да донирају. То доказује да је судбина часописа зависила искључиво од његових читалаца. Овај текст такође доказује да се часопис читао широм Балканског полуострва:
Нашим пријатељима у Београду! Захваљујемо се на обећањима: анонимном читаоцу који нам је помогао око трошкова овог броја! Од срца га хвалимо, надајући се да ће и други учинити исто! Пријатељи у Софији и Пловдиву, чекамо ваша добра обећања: нашим претплатницима у Пазарџику, Нишу, Видину, Јамболу, Варни, Крагујевцу, Дупници, хвала вам на наставку услуга како бисте нам омогућили да наставимо: претплатници у Сарајеву и Шапцу, ми Хвала такође (Хашалом III, 2:16).